# NGC 1399
NGC 1399 ist eine elliptische Galaxie mit aktivem Galaxienkern vom Hubble-Typ E1 im Sternbild Fornax am Südsternhimmel. Sie ist schätzungsweise 58 Millionen Lichtjahre von der Milchstraße entfernt und hat einen Durchmesser von etwa 115.000 Lichtjahren. Unter der Katalognummer FCC 213 ist sie als Mitglied des Fornax-Galaxienhaufens gelistet, sie ist eine der größten und hellsten Galaxien des Haufens und die uns nächste cD-Galaxie.
Im selben Himmelsareal befinden sich u. a. die Galaxien NGC 1382, NGC 1387, NGC 1396, NGC 1404.
Das Objekt wurde am 22. Oktober 1835 von dem britischen Astronomen John Herschel entdeckt.